# Mission Accomplished
Mission Accomplished (в переводе с англ. — «Завершенная миссия») — мини-альбом британского музыканта Tricky, выпущенный 6 ноября 2000 года.

## Об альбоме
Мини-альбом содержит четыре композиции. Заглавная «Mission Accomplished» построена на гитарном риффе, похожем на основную тему к фильму «Миссия невыполнима 2». На двух следующих Tricky выступает вместе с рэпером Lynx. Текст заключительной песни «Divine Comedy» содержит оскорбительные высказывания в адрес его предыдущего лейбла Polygram.
Обозреватель сайта Pitchfork Спенсер Оуэн оценил поставил альбому оценку 2.0 (из 10): «Я прослушал этот мини-альбом дважды; это на один раз больше, чем я хотел бы, плюс-минус одно прослушивание. Mission Accomplished практически разрушает все мои надежды на будущее Tricky. Я мог бы помечтать о ещё одном Maxinquaye, или даже о следующем Angels. Но увы, мои невинные мечты уже разрушены и не имеют смысла».
Стивен Томас Эрлевайн оценил альбом чуть выше — на две звезды из пяти, — но также остался разочарованным новой работой музыканта: «Даже если заглавная композиция EP вполне неплоха, в целом Mission Accomplished испытывает терпение преданных поклонников. Остаётся только надеяться, что это было необходимым очищением, и когда он обоснуется на дочернем лейбле Epitaph ANTI- Records, то забудет о высоких местах в чатах и звукозаписывающих компаниях, и будет просто делать хорошую музыку».

## Список композиций
1. «Mission Accomplished» — 3:12
2. «Crazy Claws» — 4:18
3. «Tricky Versus Lynx» (Live) — 2:42
4. «Divine Comedy» — 6:05

## Участники
- Tricky — вокал, тексты, сведение, продюсирование
- Питер Гэбриэл, Чесни Хоукс — текст («Mission Accomplished»)